# Gedinne
Gedinne är en kommun i Belgien.   Den ligger i provinsen Namur och regionen Vallonien, i den södra delen av landet, 110 km söder om huvudstaden Bryssel. Antalet invånare är 4 502.
I omgivningarna runt Gedinne växer i huvudsak blandskog. Runt Gedinne är det ganska glesbefolkat, med 28 invånare per kvadratkilometer.